# Demoleus heptapus
Demoleus heptapus är en kräftdjursart som först beskrevs av Otto 1821.  Demoleus heptapus ingår i släktet Demoleus och familjen Pandaridae. Inga underarter finns listade i Catalogue of Life.